# Erregerpersistenz
Als Erregerpersistenz bezeichnet man in der Infektiologie das Überdauern von Krankheitserregern in bestimmten Rückzugsräumen im Körper des Wirts durch Immunevasion, auch nach Ausheilen einer eventuellen Infektionskrankheit. Die Erregerpersistenz kann durch Übergang der Erreger in ruhende, sich nicht vermehrende Dauerformen entstehen oder durch beständige Vermehrung des Erregers im Sinne einer chronischen Infektion. Letzteres kann zur dauerhaften Ausscheidung des Erregers führen, was zu den bei der Verbreitung von Erregern epidemiologisch wichtigen Dauerausscheidern führt. Dabei muss nicht jedes infizierte Individuum zum Dauerausscheider werden, oft ist es nur ein geringer Prozentsatz. Dies ist beispielsweise bei bakteriellen Infektionen mit Salmonellen bei Menschen und Hühnervögeln oder viralen Infektionen mit dem Bovinen Virusdiarrhoe-Virus bei Rindern gegeben.
Die Erregerpersistenz durch ruhende Dauerformen wird auch als latente Infektion (siehe Lysogener Zyklus) bezeichnet, die unter bestimmten Umständen (z. B. Immunsuppression) wieder zu einer Vermehrung und damit zu einer erneuten Erkrankungsepisode führen kann; dies bezeichnet man auch als Reaktivierung. Die Dauerformen können als stoffwechselinaktive Formen (Beispiel Mycobacterium tuberculosis bei der sogenannten abgekapselten Tuberkulose) oder bei einigen Viren als Persistenz der genetischen Information in einzelnen Zellen vorliegen. So kann das Hepatitis-B-Virus als cccDNA oder alle Mitglieder der Herpesviridae als Episom im Zellkern verbleiben. Bei Retroviren wie dem HIV kann eine Integration der Erreger-DNA in das Erbgut der Zelle erfolgen. Neben den Ruheformen der Pathogene existieren auch Zelltypen mit Immunprivileg, bei denen nicht alle Mechanismen des Immunsystems zur Verfügung stehen (z. B. Neuronen). Ständig neu entstehende Fluchtmutationen führen bei HIV und HCV zu einer Vermeidung einer effektiven adaptiven Immunantwort.
Die Fähigkeit eines Erregers, in einem Wirt zu verbleiben und nicht durch das Immunsystem eliminiert zu werden, erfordert hochspezifische Anpassungen und Steuerungsmechanismen. Eine einmal erreichte Persistenz mit dauernder oder ständig wiederkehrender Ausscheidung bietet dem Erreger jedoch einen erheblichen Selektionsvorteil, da eine große Zahl von Wirten über einem längeren Zeitraum infiziert werden können und der Erreger über eine lange Zeit in einer Population zirkulieren kann.